# Fiji International 2001
Die Fiji International 2001 im Badminton fanden Anfang Oktober 2001 statt.

## Sieger und Platzierte
| Disziplin    | Gold                        | Silber                     | Bronze                          |
| ------------ | --------------------------- | -------------------------- | ------------------------------- |
| Herreneinzel | Burty Molia                 | Thommy Sargito             | Fabien Kaddour                  |
| Herreneinzel | Burty Molia                 | Thommy Sargito             | Florent Mathey                  |
| Dameneinzel  | Karyn Whiteside             | Valérie Sarengat           | Cécile Sarengat                 |
| Dameneinzel  | Karyn Whiteside             | Valérie Sarengat           | Felicitas Mat Cheer Kit         |
| Herrendoppel | Burty Molia Filivai Molia   | Damien Ah Sam Ahmed Ali    | Fabien Kaddour Thommy Sargito   |
| Herrendoppel | Burty Molia Filivai Molia   | Damien Ah Sam Ahmed Ali    | Richard Bramley Florent Mathey  |
| Mixed        | Burty Molia Karyn Whiteside | Filivai Molia Lorraine Mar | Fabien Kaddour Cécile Sarengat  |
| Mixed        | Burty Molia Karyn Whiteside | Filivai Molia Lorraine Mar | Thommy Sargito Valérie Sarengat |